# Phan Khắc Sửu
Phan Khắc Sửu (vietnamien : [faːn˧˧ xak̚˧˦ siw˧˩] ; chữ Hán : 潘克丑 9 janvier 1893 - 24 mai 1970) était un ingénieur et homme politique sud-vietnamien qui a servi comme ministre dans le gouvernement de Bảo Đại de l’État du Vietnam et comme chef d’État civil de la République du Vietnam de 1964 à 1965 pendant le règne des différentes juntes militaires,.

## Chef d’État de la République du Viêt Nam (1964-1965)
Après la crise des « Trois Têtes », le 27 septembre, le Comité provisoire de direction élit Sửu comme président. Il présida le synode qui rédigea le Pacte du 20 octobre 1964 pour remplacer la Charte provisoire du 4 novembre 1963, qui plaçait le pouvoir entre les mains de l’armée pour abandonner le pouvoir et la souveraineté nationale aux représentants élus. Le 24 octobre, il est nommé chef de l’État.
Après avoir pris ses fonctions de chef de l’État le 26 octobre 1964, le 4 novembre 1964, il nomme l’enseignant et ancien maire de Saigon Trần Văn Hương au poste de premier ministre. il est le deuxième Premier ministre civil depuis le renversement par les rebelles de la Première République du président Ngô Đình Diệm. Cependant, le gouvernement de Trần Văn Hương fut rapidement paralysé par l’opposition ainsi que par le manque de coopération du Conseil militaire. Il est renversé par Nguyễn Văn Thiệu.
Célèbre pour son intégrité, en tant que chef de l’État, il ne mange que des repas fournis par le gouvernement, et son salaire est transféré au fonds d’aide sociale.

## Mort
Il meurt le 24 mai 1970 à Saigon. Ses funérailles ont eu lieu comme des funérailles nationales selon les rites d’un ancien chef d’État de la République du Vietnam, en présence du président Thiệu et de son cabinet pour honorer et remettre un prix posthume connu sous le nom de « Bảo Quốc Huân Chương ».